# Logopädie
Logopädie (von altgriechisch λόγος lógos, deutsch ‚Wort‘ und παιδεύειν paideuein, deutsch ‚erziehen‘; wörtlich also ‚Sprecherziehung‘) ist die Fachdisziplin, die Sprach-, Sprech-, Stimm-, Schluck- oder Hörbeeinträchtigung zum Gegenstand hat. Sie beschäftigt sich mit Prävention, Beratung, Diagnostik, Therapie und Rehabilitation, Lehre und Forschung auf den Gebieten der Stimme, Sprache, des Sprechens, Schluckens, deren jeweilige Störungen und Therapierung, sowie der Kommunikation und des Hörens. Der Begriff wurde 1913 erstmals benutzt und 1924 durch den Wiener Mediziner Emil Fröschels für die (medizinische) Sprachheilkunde eingeführt, die ab etwa 1911 als Ergänzung zur Lehre von den Erkrankungen der oberen Atemwege und deren Therapie zunehmend an Bedeutung gewann.

## Geschichte der Logopädie

### Deutschland
Erste vierwöchige Lehrkurse für „Sprachheilkundler“ gab es 1886 in Potsdam. Fünf Jahre darauf waren 115 Kursisten ausgebildet, außerdem wurde als eine der ersten Institutionen die Berliner Ambulanz für Sprachkranke eröffnet, welche Kurse für sprachgebrechliche Kinder anbot. Diese Kurse mit acht bis zehn Kindern dauerten etwa drei bis vier Monate mit ein bis zwei Stunden täglich. Nach 1918 wurde das Arbeitsgebiet der Sprachheilkunde deutlich erweitert, die Sprechkunde wurde akademisches Lehrfach. Ergebnisse der Psychoanalyse und der Individualpsychologie führten zu neuen Methoden. Nachdem 1913 der Begriff Logopädie erstmals benutzt worden war, erfolgte die offizielle Einführung in die medizinische Fachsprache 1924 durch Emil Fröschels in Wien. Er führte den ersten internationalen Kongress für Logopädie und Phoniatrie in Wien durch, auf dem gefordert wurde, eine Ausbildung auf wissenschaftlicher Basis mit einer akademischen Abschlussprüfung einzuführen. Bis zum Jahre 1945 gab es jedoch keine eigenständige Ausbildung.
Im Jahre 1949 verlegte Hermann Gutzmann jr. nach seinem Weggang von der Charité seine privat geführte Sprachambulanz nach Berlin-Dahlem und nannte sie „Zentralstelle für Stimm- und Sprachkranke“. Die Berufsbezeichnung des Logopäden wurde im Jahre 1957 offiziell eingeführt, fünf Jahre darauf eröffnet Gutzmann die erste Logopäden-Lehranstalt. Mit der Beendigung dieses Kurses wurde – nach langen Verhandlungen mit der Senatsverwaltung – die staatliche Anerkennung ausgesprochen. 1974 wurden die Krankenkassen durch das Rehabilitationsangleichungsgesetz zur Kostenübernahme für logopädische Therapien verpflichtet. Zeitgleich erstellten die Rentenversicherungsanstalten einen neuen Rahmen für die Rehabilitation. Dadurch wurde die neurologische Reha ein großer Arbeitsbereich in der Logopädie. 1977 wurde eine Ausbildungs- und Prüfungsordnung erarbeitet. Auf dieser Basis wurde am 7. Mai 1980 das Gesetz zum Beruf des Logopäden (LogopG) verabschiedet; im Herbst folgte die Ausbildungs- und Prüfungsverordnung (LogAPrO). In diesem Berufsgesetz wurde der mittlere Bildungsabschluss als Voraussetzung für die berufsfachschulisch angesiedelte Logopädieausbildung festgelegt.

### Österreich
Die Anfänge der Logopädie in Österreich wurden stark von Emil Fröschels (1886–1972) geprägt. 1909 gab es in Wien eine eigene Sprachambulanz, seit 1913 wird der Begriff Logopädie verwendet, dieser hat sich über den Zeitraum von mehr als 100 Jahren aber stark profiliert. 1924 fand der IALP Gründungskongress in Wien statt. Die Ausbildung zum Logopäden hatte anfangs keinen festen Rahmen. Später war sie im Rahmen des Krankenpflegegesetzes in Schulen organisiert. 1968 gab es die erste Schule in Linz, danach folgen Innsbruck und Wien, Graz, Ried und Klagenfurt. Erste Logopädie-Verbandsgründungen erfolgend in den 1970er Jahren. 1981 kam es zur Gründung des Bundesverbandes der Diplomierten Logopädinnen und Logopäden. Später folgte die Umstrukturierung des Bundesverbandes in logopädieaustria. Ab 1992 erfolgte die nun dreijährige Ausbildung lt. MTD Gesetz in Akademien für den logopädisch-phoniatrisch-audiologischen Dienst. Das MTD Gesetz regelt die Rechte und Pflichten des Gesundheitsberufes Logopädie. Die Berufsbezeichnungen „Logopädin“ und „Logopäde“ sind in Österreich durch § 10 (1) Z6 MTD-G geschützt. Der Beruf selbst ist in § 2 (6) MTD-G folgendermaßen verankert: „Der logopädisch-phoniatrisch-audiologische Dienst umfasst die eigenverantwortliche logopädische Befunderhebung und Behandlung von Sprach-, Sprech-, Stimm-, Schluck- und Hörstörungen sowie audiometrische Untersuchungen nach ärztlicher oder zahnärztlicher Anordnung“. Mit den Novellen 31/1973 und BGBl. 676/1991 wurde das Leistungsspektrum des ASVG erweitert. Logopädische Leistungen wurden mit ärztlichen Leistungen gleichgestellt. Seit 2005 erfolgt die Ausbildung an Fachhochschulen und schließt mit dem „Bachelor of Science in Health Studies“ ab. 2009 wurde der erste Masterstudiengang für Logopädie an der Donau-Universität Krems in Krems implementiert. 2013 kam es zur Erfassung der Logopädie in der Systematik der Wissenschaften (Manual de Frascati) in der 3. Hauptgruppe (Humanmedizin, Gesundheitswissenschaften Human Medicine, Health Sciences) mit der Nummer 302 042. Seit einer Änderung der gesetzlichen Grundlagen im Februar 2015 dürfen Logopäden andere Logopäden anstellen.

### Schweiz
Der in den Niederlanden lebende Schweizer Arzt und Taubstummenlehrer Johann Konrad Ammann (1669–1724) gilt als einer der ersten Verfasser von Anleitungen zur Taubstummenerziehung und als der einflussreichste Gehörlosenlehrer seiner Zeit. Er lehrte das Lippenlesen, die Benützung des Kehlkopfspiegels und ließ die Kehlkopfvibrationen spüren. Er betonte die Wichtigkeit des Sprechens als wesentlichstes menschliches Merkmal und lieferte damit die philosophische Grundlage für die Oralisten. Seine Bücher Surdus loquens (Der sprechende Taube) und seine Dissertation von 1700 (Dissertatio de loquela) wurden in mehrere Sprachen übersetzt und hatten eine große Relevanz für die Entwicklung der Gehörlosenbildung in Deutschland.
Der Pfarrer und Taubstummenlehrer Heinrich Keller (1728–1802) gründete 1777 in seinem Pfarrhaus in Schlieren die erste kleine Taubstummenschule, in der er die Lautsprache lehrte. 1786 erschien sein Lehrbuch für den Taubstummenunterricht Versuch über die beste Lehrart Taubstumme zu unterrichten.
Der Arzt Rudolf Schulthess (1802–1833) publizierte 1830 sein Buch Das Stammeln und Stottern, in dem er eine erste exakte Unterscheidung von Stammeln und Stottern vornahm.
Der Arzt Otto Laubi (1861–1925) praktizierte ab 1889 als erster HNO-Spezialist in Zürich. Als ehemaliger Arzt in der psychiatrischen Anstalt Rheinau favorisierte er – wie später Emil Fröschels – die psychogene Sicht des Stotterns. Ab 1893 führte er regelmäßige ohrenärztliche Untersuchungen bei Zürcher Schulkindern durch. 1918 führte er an der 1917 von Felix Robert Nager gegründeten HNO-Klinik des Zürcher Universitätsspitals ehrenamtlich die erste öffentliche Sprechstunde für Stimm- und Sprachgebrechen ein, verbunden mit einem Ableseunterricht für Schwerhörige.
1928–1932 übernahm Arnold Karl Kistler die phoniatrische Sprechstunde an der HNO-Klinik Zürich. Er gründete 1934 mit dem Schwyzerhüsli das erste Sprachtherapieheim in Zürich.
1942 wurde in Zürich die Schweizerische Arbeitsgemeinschaft für Sprachgebrechliche (SAS) (ab 1960: Schweizerische Arbeitsgemeinschaft für Logopädie SAL) als Fachverband der Pro Infirmis gegründet. Gründungsmitglieder waren Karl Kistler, Hans Petersen, Hedwig Sulser, Hans Ammann, Ernst Bieri, Melanie Scheit sowie Mitglieder aus der Romandie und dem Tessin. Karl Kistler amtete als erster Präsident von 1942 bis 1962.
Die SAS begann 1947 als erste Institution der Schweiz systematisch Logopädinnen und Logopäden auszubilden. Der Taubstummenlehrer und Logopäde Hans Petersen war 1947–1973 Ausbildungsleiter. 1948 stellte die SAS für Eva Bernoulli das erste schweizerische Diplom für Logopädie aus. Die Primar- und Sprachheillehrerin/Logopädin Hedwig Sulser-Bachmann gründete 1947 den ersten Sprachheilkindergarten auf der Egg in Zürich-Wollishofen. 1979–1984 leitete sie die von ihr konzipierten SAS-Kurse für Gruppenleiterinnen an Sprachheilkindergärten.
1949 startete das Heilpädagogische Institut der Université de Fribourg seinen ersten Ausbildungsgang zur akademischen Logopädenausbildung.
Die interdisziplinäre Gesellschaft für Phoniatrie, Logopädie und Audiologie wurde 1953 gegründet. 1960 erfolgte die Gründung der ebenfalls interdisziplinären Société Romande d’Audiophonie de Pathologie du Language (heute Société Romande d’Audiologie, de Phoniatrie et de Logopédie SRAPL).
1961 entstand am Institut für Spezielle Pädagogik und Psychologie Basel eine Logopädieausbildung und 1973 eine solche am Heilpädagogischen Seminar in Zürich (heute Interkantonale Hochschule für Heilpädagogik HfH).
1967 wurde die von Cécile Schwarz gegründete und geleitete Abteilung für Sprach- und Stimmstörungen an der HNO-Klinik des Universitätsspitals Zürich eröffnet. Sie ermöglichte eine dreijährige Weiterbildung zum Erwerb eines Diploms in klinischer Logopädie, das auf der dreijährigen logopädischen Grundausbildung aufbaute. Die Logopädie und Pädoaudiologie wurde 1971 von Christian Heldstab am Kinderspital Zürich aufgebaut.
1971 wurde das logopädische Zentrum (Fachstelle) der Stadt Zürich mit der Primarlehrerin und Logopädin Eva Guldenschuh als pädagogische Leiterin gegründet. Sie gab Vorlesungen für Logopäden und organisierte die Logopädenausbildung am Heilpädagogischen Seminar (HPS), die 1973 begann.
1978 entstand der Schweizerische Berufsverband der Logopäden (SBL), an dessen Gründung die SAL maßgeblich beteiligt war. Der SBL wurde im Jahre 1985 in die regionalen Sprachgruppen Berufsverbände Deutschschweizer Logopäden Verband (DLV), Association Romande des Logopédistes Diplomés (ARLD), Associazione Logopedisti della Svizzera Italiana (ALOSI), aufgeteilt.
1979 erfolgte die Gründung der Konferenz der Leiter von Sprachheilschulen mit dem Zweck, für die Behörden ein Ansprechpartner zu sein und die Fragen rund um die Praktikanten und die Fort- bzw. Ausbildung von Lehrkräften an Sprachheilklassen zu regeln.
1980 wurde erstmals die Zeitschrift Logopädie in Zürich herausgegeben und 1981 entstand die erste Rahmenordnung für die Ausbildung des Logopäden in der Schweiz. Der Deutschschweizer Logopädinnen- und Logopädenverbandes DLV wurde 1998 gegründet.

## Ausbildung in Deutschland
Die Ausbildung ist durch das Gesetz über den Beruf des Logopäden (LogopG) und die Ausbildungs- und Prüfungsordnung für Logopäden (LogAPrO) geregelt. Es handelte sich bis 2009 um eine berufsfachschulische Ausbildung. Mit Einführung einer Modellklausel 2009 in das Berufsgesetz der Logopäden (§ 4 Abs. 4 und 5 LogopG) wurde es möglich, die Ausbildung schulisch und hochschulisch anzubieten. Die schulische Ausbildung erfolgt an staatlich anerkannten Schulen und dauert 3 Jahre. Die Studiengänge sind ebenso entsprechend der bundesgesetzlichen Regelungen des LogopG und der LogAPrO aufgebaut und dauern 3,5 bis 4 Jahre (7 bis 8 Semester). Beide Ausbildungsformen umfassen die gleiche praktische Ausbildung und in beiden Formen muss das staatliche Examen abgelegt werden. Die Studiengänge unterscheiden sich im theoretischen und praktischen Unterricht (Anlage der LogAPrO) von der schulischen Ausbildung. Mit erfolgreich absolviertem Examen dürfen die Schülerinnen/Schüler und Studentinnen/Studenten somit nach § 1 LogopG die Berufsbezeichnung Logopädin/Logopäde tragen. Nur die erfolgreich abgeschlossene Ausbildung nach dem Berufsgesetz und der ergänzenden Ausbildungs- und Prüfungsordnung berechtigt zum Tragen der Berufsbezeichnung. Die Studentinnen/Studenten der Logopädiestudiengänge beenden ihre Ausbildung 1 bis 2 Semester (je nach Gestaltung des Studiengangs) nach dem Logopädieexamen mit einer Bachelorarbeit, um dann den Bachelorgrad zu erhalten (Bachelor of Science). Die Modellphase zur Erprobung der hochschulischen Ausbildung endet am 31. Dezember 2024 (§ 11 LogopG). Ab dem 1. Januar 2025 können somit Bundesländer und Hochschulen -entsprechend der Regelungen der derzeitigen Fassung des LogopG und der LogAPrO- reguläre Studiengänge aufbauen, die zu dem berufsqualifizierenden Abschluss als Logopädin/Logopäde führen.
Es wird davon ausgegangen, dass 2026 die notwendige Berufsgesetznovellierung erfolgt, und damit die hochschulische Ausbildung, so wie seitens des Deutschen Bundesverbandes für Logopädie und den Verbünden Arbeitskreis Berufsgesetz Logopädie/Sprachtherapie und dem Bündnis Therapieberufe an die Hochschule gefordert wird.

## Ausbildung in Österreich
In Österreich erfolgt die Ausbildung der Logopäden an Fachhochschulen (Abschluss: Bachelor of Science in Health Studies). Einzelheiten sind im MTD-Gesetz geregelt.

## Berufe in der Stimm-, Sprach- und Sprechtherapie
In der Therapie sind sowohl Logopäden, als auch Klinische Sprechwissenschaftler (Klinische Sprechwissenschaft), Atem-, Sprech- und Stimmlehrer, Klinische Linguisten (Klinische Linguistik) und Diplom-Sprachheilpädagogen sowie examinierte Sprachheilpädagogen tätig. Der Unterschied dieser beiden letzten Berufsgruppen ist jedoch weitgehend unbekannt. Eine gewisse Sonderstellung nehmen Fachärzte für Stimm-, Sprach- und kindliche Hörstörungen (früher: Fachärzte für Phoniatrie und Pädaudiologie) ein. Neben der ärztlichen Diagnostik gehört auch die Therapie mit zur Facharztausbildung. Das Arbeitsgebiet der konventionellen Therapie aller genannten Berufsgruppen ist nahezu deckungsgleich. Für die Angehörigen der nichtärztlichen Heilberufe erstreckt sich die Tätigkeit in den freien Praxen auf Diagnostik, Therapie und Beratung bei Stimm-, Sprech-, Sprach-, Hör- und Schluckstörungen bei Patienten aller Altersgruppen.

### Berufsverbände
Es gibt in der Bundesrepublik Deutschland verschiedene Verbände. Der 1964 gegründete Deutsche Bundesverband für Logopädie ist der größte Berufs- und Fachverband der Logopäden in Deutschland. Gegenüber Politik, Verwaltung, Krankenkassen und weiteren Akteuren im Gesundheitswesen vertritt er die Interessen der freiberuflichen und angestellten Logopäden. Überdies arbeitet der Verband für die Verbreitung von Fachwissen. Die Deutschsprachige Gesellschaft für Sprach- und Stimmheilkunde vertritt interdisziplinär verschiedene Berufsgruppen (Sprech- und Sprachwissenschaften, Medizin, Musikwissenschaften, Logopädie, Pädagogik, Psychologie) in wissenschaftlichen, diagnostischen und therapeutischen Belangen als Dachverband. Im März 2014 gründete sich Deutschlands erste interdisziplinäre Interessenvertretung im Heilmittelbereich, der Bund vereinter Therapeuten e. V., in Hagen. Hier sind Logopäden, Ergotherapeuten, Podologen, Physiotherapeuten und Masseure gleichermaßen vertreten. Nach dem Relaunch im Mai 2018 heute unter Vereinte Therapeuten bekannt. Am 29. November 2014 wurde in Frankfurt am Main von rund 170 Therapeuten der Verband LOGO-Deutschland gegründet. Er vertritt erklärtermaßen ausschließlich die Interessen selbständiger Logopäden und Sprachtherapeuten. Nach eigenen Angaben hält der Verband jedoch auch eine angemessene Vergütung von Angestellten im Blick. Im Februar 2017 wurde der Verband Deutscher Logopäden und Sprachtherapeutischer Berufe e. V. (VDLS) in Köln gegründet. Er tritt für Selbstständige und Angestellte gleichermaßen ein und setzt sich unter anderem für Einkommensanpassungen ein, um eine sichere Existenz und Aufbau einer ausreichenden Altersversorgung zu ermöglichen. Der Verein sieht sich als basisdemokratisch und benutzt fast ausschließlich elektronische Medien. In Österreich vertritt der Berufsverband logopädieaustria die Interessen der Logopädinnen und Logopäden in der Öffentlichkeit. Er ist als Verein organisiert und ist einer der sieben Berufsverbände der gehobenen medizinisch-technischen Dienste (MTD) im Dachverband MTD-Austria. Dieser wurde 1984 gegründet und hat seinen Sitz in Wien. In der Schweiz wird nicht zwischen Logopäden und Sprachheilpädagogen unterschieden. Das Berufsbild der Schweizer Logopäden entspricht in etwa demjenigen der deutschen Sprachheilpädagogen.

## Logopädie als Handlungswissenschaft bzw. Therapie
Das Interesse der Logopädie ist auf das konkrete Handeln (Vorbeugung, Beratung, Erfassung, Behandlung, Rehabilitation) gerichtet. Die in den vergangenen Jahren erzielten Forschungsergebnisse zu allen Bereich der Logopädie haben dazu entscheidend beigetragen, dass beispielsweise Diagnostiken, Behandlungen sowie die Betreuung von Patientinnen/Patienten weiterentwickelt wurden. Die Klientel umfasst alle Altersgruppen.
Im frühkindlichen Bereich überwiegen die Behandlungen von Störungen der Sprachentwicklung auf den sprachlichen Ebenen Wortschatz, Grammatik und Phonologie. Neben den expressiven Auffälligkeiten werden insbesondere auch Störungen des Sprachverständnisses (rezeptive Störung) behandelt. Während des Kindergartenalters und des Vorschulalters findet man gehäuft Probleme im Rahmen einer Sprachentwicklungsverzögerung bzw. -störung. Darunter fallen zum Beispiel Dysgrammatismus (Störungen des Satzbaus und Störungen der Wortflexion, z. B. Verwendung des Plurals), Dyslalie (reine Artikulationsstörung), Auslassungen, Ersetzungen sowie Veränderungen einzelner Laute und Lautverbindungen (Phonologische Störung). Logopäden behandeln außerdem Balbuties (Stottern), Poltern, ein myofunktionelles Muskelungleichgewicht und Stimmstörungen.
Ebenso behandeln Logopäden Patienten mit
- Dysarthrie (gestörte Ausführung von Artikulationsbewegungen auf Grund einer neurologischen Beeinträchtigung, z. B. Schädigung eines Nervs; oft auch präziser als Dysarthrophonie bezeichnet, da meist auch der Stimmklang betroffen ist)
- Dysphagie (Schluckstörungen)
- Sprachstörungen nach einem Schlaganfall oder anderen neurologischen Beeinträchtigungen bzw. Unfallfolgen (Aphasie)
- Sprechapraxie (gestörte Planung der Artikulationsbewegung ohne Schädigung des Fazialnerves).

Neuerdings behandeln Logopäden auch immer häufiger Kinder im Schulalter, die aufgrund einer früheren Sprachentwicklungsstörung als Folgesymptomatik Schwierigkeiten beim Schriftspracherwerb entwickeln (Schriftspracherwerbsstörung; früher auch Legasthenie, LRS, Dyslexie oder Dysgrafie genannt).
Die logopädischen Maßnahmen umfassen das Erstellen einer Diagnose, Beratung und die Therapie von Störungen des Sprachverständnisses, der gesprochenen und geschriebenen Sprache, des Sprechens, der Atmung, der Stimme, der Mundfunktion, des Hörvermögens, des Schluckens und der Wahrnehmung. Darüber hinaus werden vor allem im Bereich der Stimme auch präventive Maßnahmen angeboten; insbesondere gilt dies für Berufsgruppen, die ihre Stimme beruflich viel und ausgeprägt nutzen müssen (so z. B. Lehrende). Die regelmäßige und ausführliche Beratung der Angehörigen (Eltern, Partner, Kinder) gehört vor allem bei Kindern und bei schwergestörten Erwachsenen zum Tätigkeitsfeld, da nur so eine Veränderung der Kommunikationsfähigkeit im Alltag erreicht werden kann.

## Anwendungsfelder (Auswahl)
- Aphasien (z. B. nach Schlaganfall, Unfällen/Schädel-Hirn-Trauma)
- Dysarthrie: Koordinationsstörung von Stimme, Artikulation, Atmung und Tonus (z. B. bei infantiler Zerebralparese, Morbus Parkinson, ALS (Amyothrophische Lateral-Sklerose), Multiple Sklerose, Schlaganfällen und Schädel-Hirn-Trauma)
- Dysgrammatismus (eingeschränkte grammatikalische Fähigkeiten)
- Dyslalien (phonetische): Sprech- und Artikulationsfehler, Lispeln
- Dysphagie (Schlucktherapie): neurologische Schluckstörungen (z. B. nach Schlaganfall oder bei infantiler Zerebralparese), postoperative Schluckstörungen (z. B. nach Entfernung von Rachen- oder Zungenteilen wegen Tumoren)
- Dysphonien: Stimmstörungen
- eingeschränkter Wortschatz, sowohl aktiv als auch passiv
- Myofunktionelle Störung (orofacial)
- Phonologische Störungen: Störung der korrekten Lautverwendung (z. B. Vertauschungen, Auslassungen, Hinzufügungen)
- Redeflussstörungen: Stottern, Poltern
- Selektiver Mutismus, Mutismus und Autismus
- Sprach- und Sprechstörungen im Rahmen einer Demenz (z. B. Alzheimer)
- Sprachentwicklungsstörungen und -verzögerungen bei Kindern (SES, spezifische Sprachentwicklungsstörung)
- Sprechtonänderung im Rahmen geschlechtsangleichender Behandlungen (siehe auch Transgeschlechtlichkeit)
- Störungen des Hörens und der auditiven Wahrnehmung
- Unterstützte Kommunikation (Diagnostik, Beratung und Therapie im Sinne der Erweiterung der kommunikativen Möglichkeiten bei Menschen mit fehlender oder stark eingeschränkter Lautsprache)

### Ablauf der Behandlung
Die logopädische Therapie beginnt grundsätzlich mit einer eigenen Diagnostik (geregelt im Versorgungsvertrag für die Sprach, Sprech-, Stimm- und Schlucktherapie – Grundlage: § 125 SGB V). Da die Logopädie verordnungspflichtig ist, erfolgt die logopädische Diagnose aufgrund der in Muster 13 dargelegten ärztlichen Darstellung. Zusammen mit dem ärztlichen Befund bilden die Ergebnisse dieser Diagnose die Grundlage für die Auswahl der Behandlungsmethoden. Die störungsspezifischen Methoden werden patientenorientiert angewandt, um die gemeinsam mit dem Patienten und/oder seinen Bezugspersonen festgelegten Therapieziele zu erreichen. Darüber hinaus gehören beispielsweise Beratungsgespräche, Gesprächen über den Behandlungsverlauf, Hilfe und Anleitungen zu eigenen Übungen und Wiederholungen zur Therapie dazu.